# Höhe (Odenthal)
Höhe ist ein Ortsteil in Unterodenthal in der Gemeinde Odenthal im Rheinisch-Bergischen Kreis. Er liegt nördlich von Voiswinkel an der Straße in Richtung Küchenberg. Heute verläuft hier die Straße Auf der Höhe. 

## Geschichte
Der Ort Höhe wird erstmals in der Steuerliste von 1586 als „Daß Guit uf der Hohe“ erwähnt. Es handelte sich demzufolge um einen Gutshof auf einer Anhöhe. Dementsprechend wird er auch am 25. Juni 1602 im neu eingerichteten Zinsregister als „Gut auf der Hoe“ aufgeführt.
Während des Spanischen Erbfolgekriegs hatten auch die Odenthaler ihre Beiträge zur Landesverteidigung zu leisten. In diesem Zusammenhang wird unter anderem ein „Henrich auf der Höhe“ aufgelistet. Er hatte 1 Palisade, 1 Sturmpfahl, 8 Faschinen und 24 Pfähle zu stellen.
Aus einer erhaltenen Steuerliste von 1586 geht hervor, dass die Ortschaft Teil der Honschaft Grimßgewalt im Kirchspiel Odenthal war.
Die Topographia Ducatus Montani des Erich Philipp Ploennies, Blatt Amt Miselohe, belegt, dass der Wohnplatz 1715 als Hof kategorisiert wurde und mit Höhe bezeichnet wurde.
Carl Friedrich von Wiebeking benennt die Hofschaft auf seiner Charte des Herzogthums Berg 1789 als Hohe. Aus ihr geht hervor, dass Höhe zu dieser Zeit Teil von Unterodenthal in der Herrschaft Odenthal war.
Unter der französischen Verwaltung zwischen 1806 und 1813 wurde die Herrschaft aufgelöst. Höhe wurde politisch der Mairie Odenthal im Kanton Bensberg zugeordnet. 1816 wandelten die Preußen die Mairie zur Bürgermeisterei Odenthal im Kreis Mülheim am Rhein.
Der Ort ist auf der Topographischen Aufnahme der Rheinlande von 1824, auf der Preußischen Uraufnahme von 1840 und ab der Preußischen Neuaufnahme von 1892 auf Messtischblättern regelmäßig als Höhe verzeichnet.
| Jahr | Einwohner | Wohn- gebäude | Kategorie  |
| ---- | --------- | ------------- | ---------- |
| 1822 | 22        |               | Ackergut   |
| 1830 | 26        |               | Ackergut   |
| 1845 | 28        | 4             | Ackergüter |
| 1871 | 21        | 4             | Hofstelle  |
| 1885 | 23        | 5             | Ortschaft  |
| 1895 | 19        | 5             | Ortschaft  |
| 1905 | 22        | 6             | Ortschaft  |